# Stanley R. Larsen

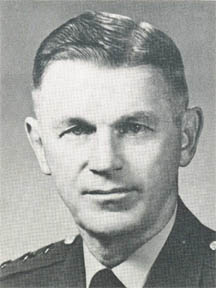
Stanley R. Larsen

Stanley Robert Larsen (* 11. November 1915 in Honolulu, Hawaii; † 1. November 2000 in Talladega, Talladega County, Alabama) war ein Generalleutnant der United States Army. Er war unter anderem Kommandeur der 6. Armee.
In den Jahren 1935 bis 1939 durchlief Stanley Larsen die United States Military Academy in West Point. Nach seiner Graduation wurde er als Leutnant der Infanterie zugeteilt. In der Armee durchlief er anschließend alle Offiziersränge vom Leutnant bis zum Drei-Sterne-General.
In seinen jüngeren Jahren absolvierte er den für Offiziere in den niederen Rangstufen üblichen Dienst in verschiedenen Einheiten und Standorten. Während des Zweiten Weltkriegs war er im pazifischen Raum eingesetzt, wo er unter anderem Kommandeur eines Bataillons des 35. Infanterieregiments war. In dieser Eigenschaft nahm er an der Schlacht um Guadalcanal teil. Für seine dort erbrachten militärischen Leistungen wurde er mit dem Distinguished Service Cross ausgezeichnet.
Nach Kriegsende setzte er seine Offizierslaufbahn fort. Im November 1962 erhielt er das Kommando über die in Bad Kreuznach stationierte 8. Infanteriedivision. In dieser Funktion löste er Andrew J. Goodpaster ab. Dieses Kommando behielt er bis zum April 1964, als Joseph R. Russ seine Nachfolge antrat.
In den Jahren 1965 und 1967 war Larsen im Vietnamkrieg eingesetzt. Dort kommandierte er ab 1966 die Task Force Alpha, die später in I Field Force, Vietnam umbenannt wurde. Im Jahr 1968 erhielt Larsen als Nachfolger von Ben Harrell den Oberbefehl über die 6. Armee, die im Presidio bei San Francisco ihr Hauptquartier hatte. Dieses Amt bekleidete er bis 1971, als Alexander D. Surles seine Nachfolge antrat. Larsen wurde anschließend zum stellvertretenden Kommandeur der United States Army Pacific, einer Vorläuferorganisation der späteren gleichnamigen aber anders organisierten United States Army Pacific ernannt. Im Jahr 1972 trat er in den Ruhestand, wo er sich als Militärhistoriker betätigte und Mitverfasser eines Buchs unter dem Titel U.S. Army history of third-country allies to the South Vietnamese and U.S. troops wurde.
Er starb am 1. November 2000 in Talladega in Alabama und wurde auf dem dortigen Oak Hill Cemetery beigesetzt.

## Orden und Auszeichnungen
Stanley Larsen erhielt im Lauf seiner militärischen Laufbahn unter anderem folgende Auszeichnungen:
- Distinguished Service Cross
- Army Distinguished Service Medal
- Silver Star
- Legion of Merit
- Bronze Star Medal